# Bosklit
De bosklit (Arctium nemorosum, synoniem: Arctium minus (Hill) Bernh. subsp. nemorosum (Lej.) Syme) is een tweejarige plant die behoort tot de composietenfamilie (Asteraceae). De soort komt van nature voor in Midden-Europa. De soort is inheems in België. Het aantal chromosomen is 2n = 36.
De plant wordt 50-250 cm hoog en heeft een penwortel. De wijd afstaande, vaak rood gestreepte stengel heeft boogvormig overhangende zijtakken. De breed hartvormige, tot 50 cm lange onderste bladeren zijn aan de onderkant grijsgroen en vrijwel kaal. De 10-30 cm lange bladsteel is hol. De stengelbladeren zijn lancetvormig.
De bosklit bloeit vanaf juni tot in september met paarse buisbloemen. De buisbloemen zitten in een stekelig, eivormig, 3-4 cm groot hoofdje. De bloeiwijze is een tros. Op het omwindsel komt weinig of geen spinwebachtige beharing voor. Zowel de binnenste als de buitenste omwindselbladen hebben een naar binnen gebogen, haakvormige punt, die de soort naast de spinwebachtige beharing onderscheidt van de donzige klit, waarbij de binnenste omwindselbladen een vrij spitse punt hebben. De randen van de omwindselbladen zijn fijn gezaagd. De middelste omwindselbladen zijn onderaan 1,7-2,5 mm breed. De binnenste omwindselbladen zijn 1-6 mm langer dan de buisbloemen. De stempel is wit. De helmknoppen zijn blauw.
De vrucht is een 7,5-11 mm lang, licht grijsbruin nootje. De pappus bestaat uit een kleine kroon van korte, haakvormige borstelharen. De stekelige hoofdjes met daarin de nootjes worden door dieren verspreid.

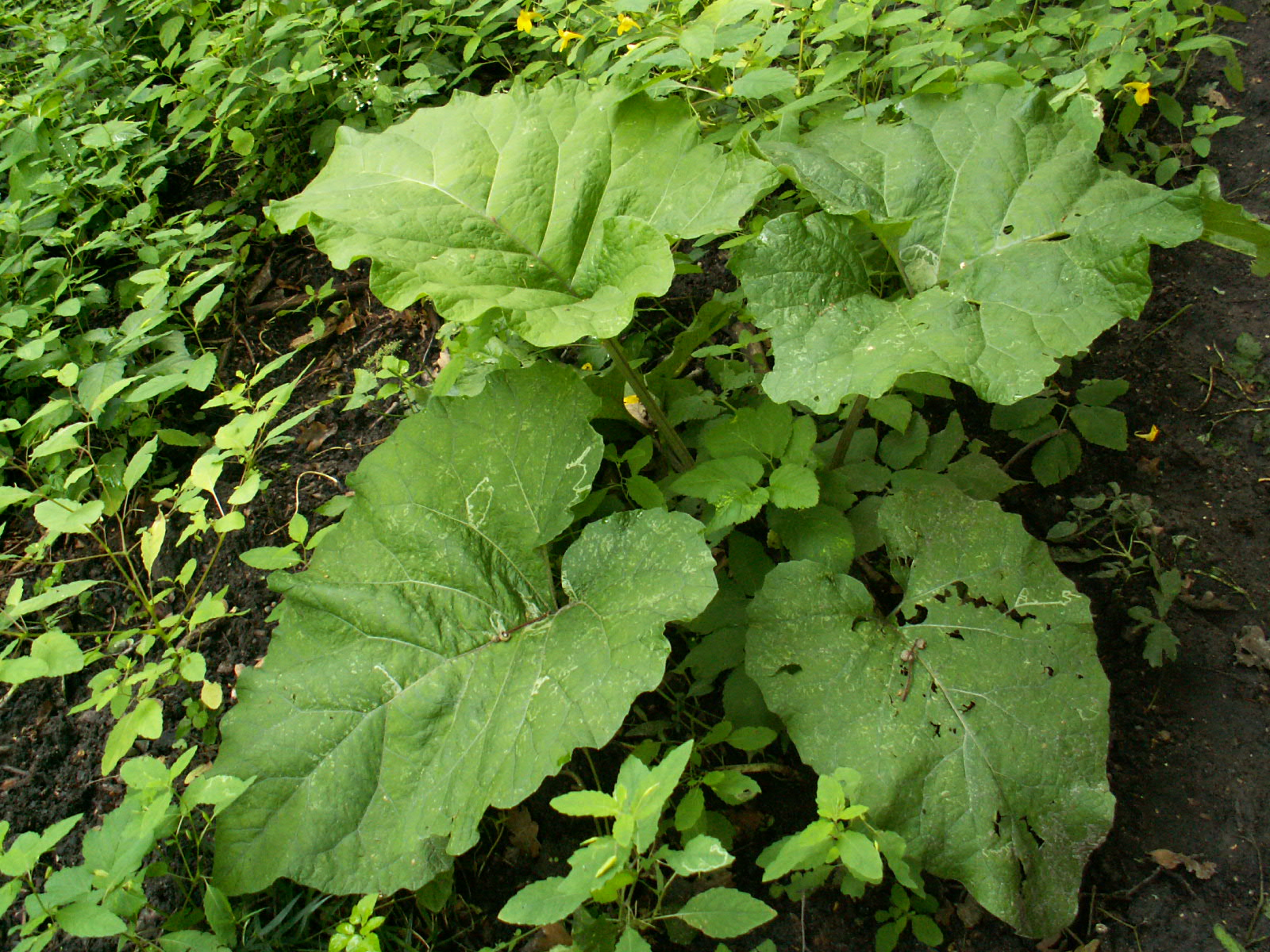
Plant
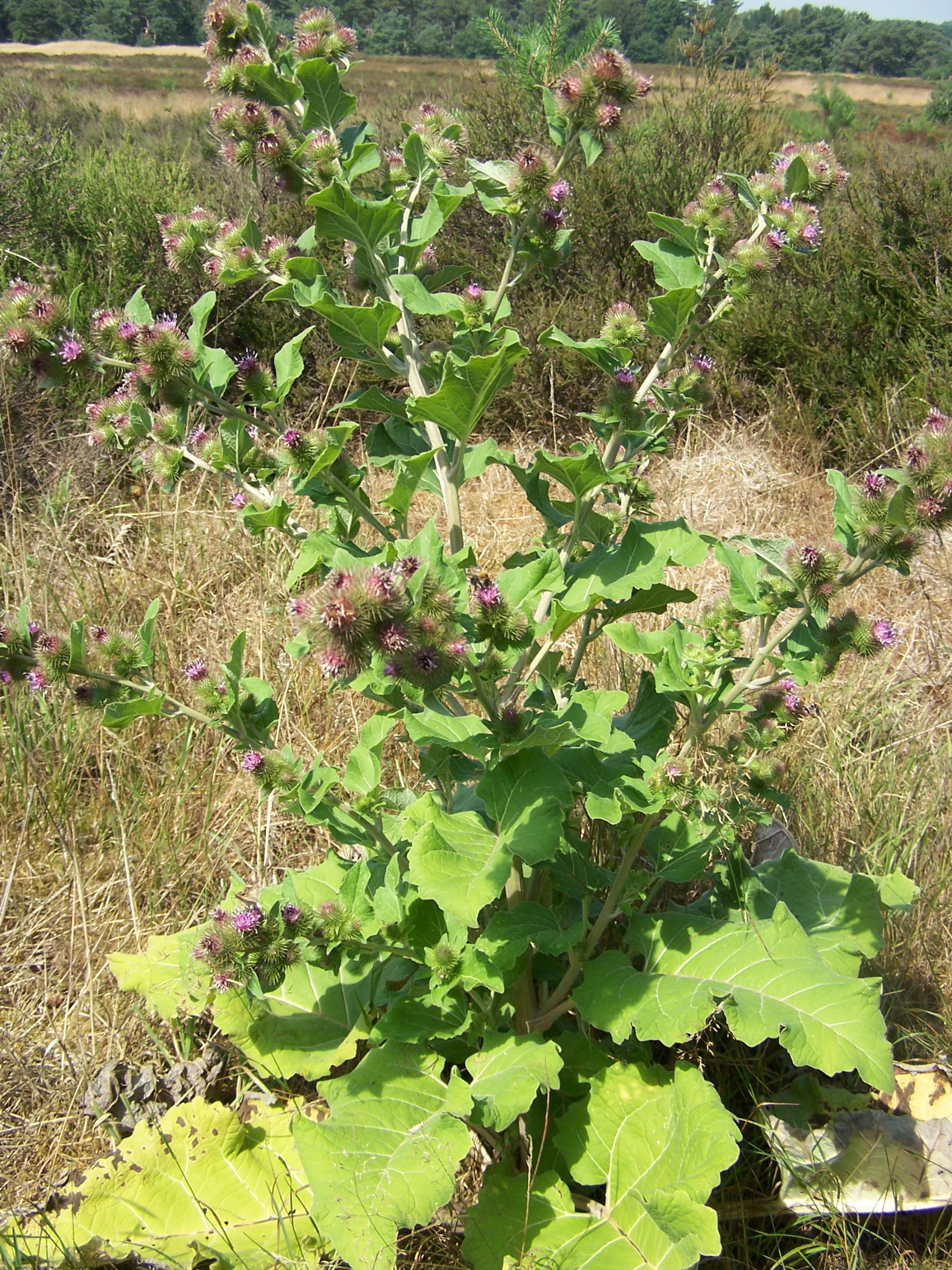
Plant in bloei
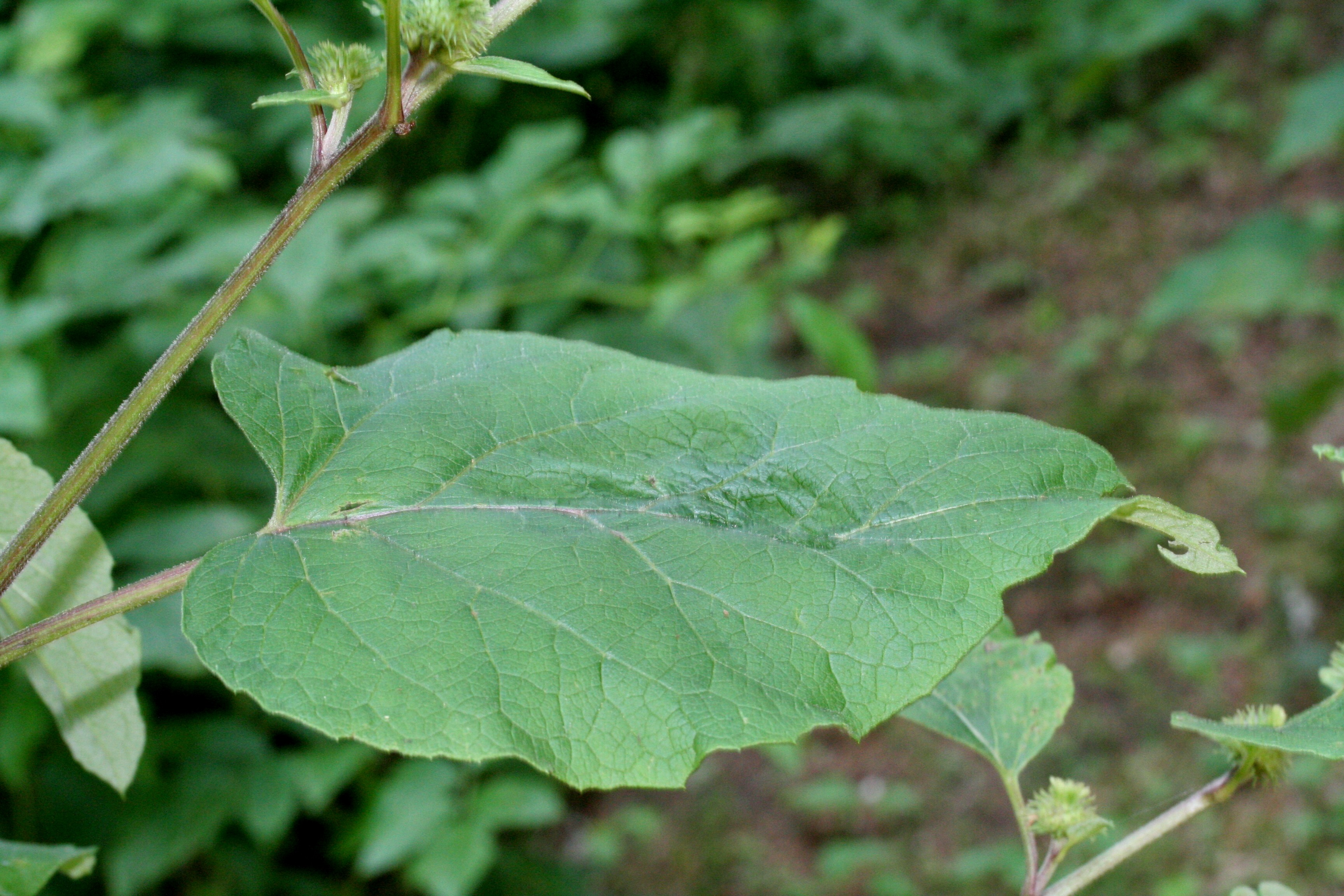
Blad
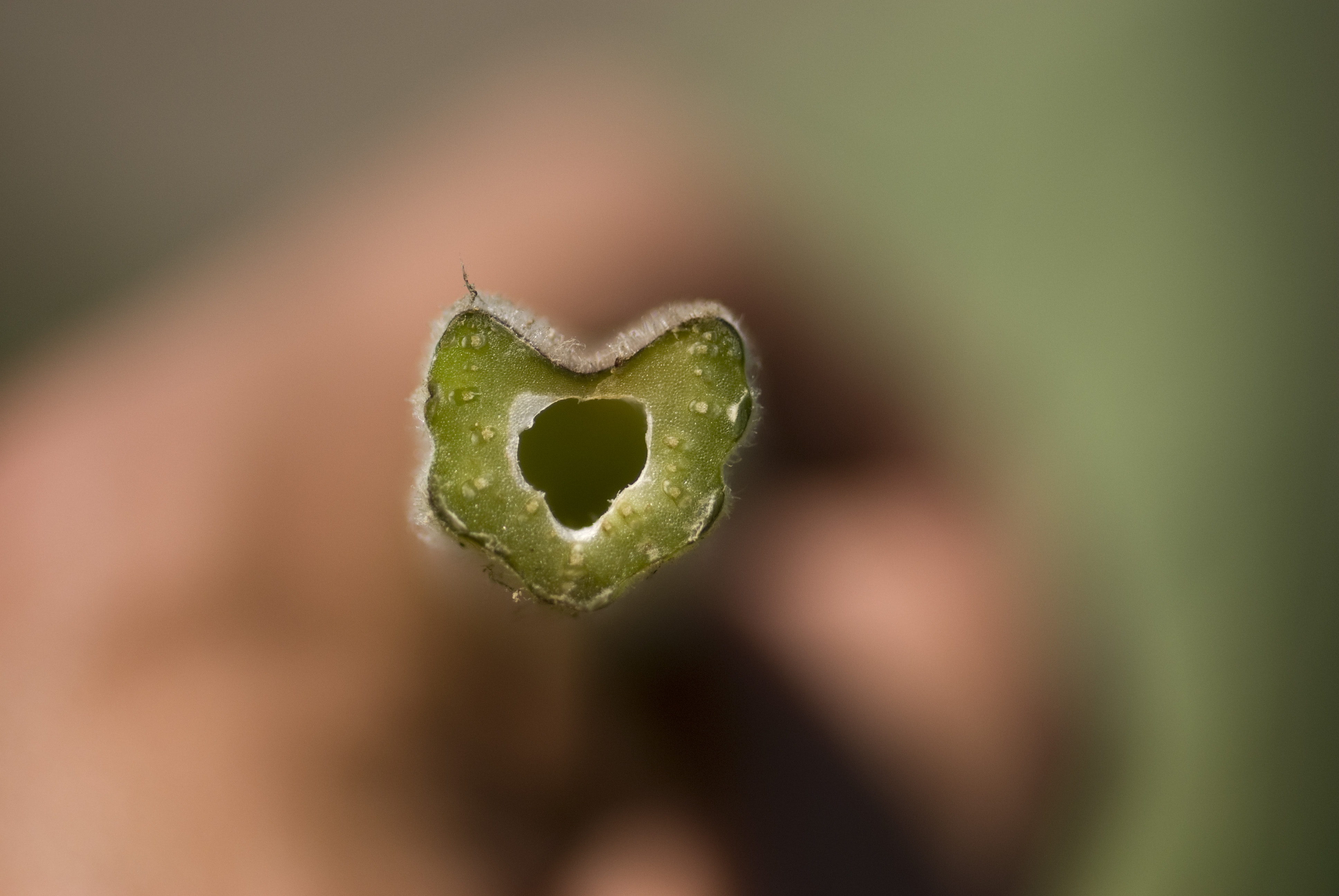
Holle bladsteel
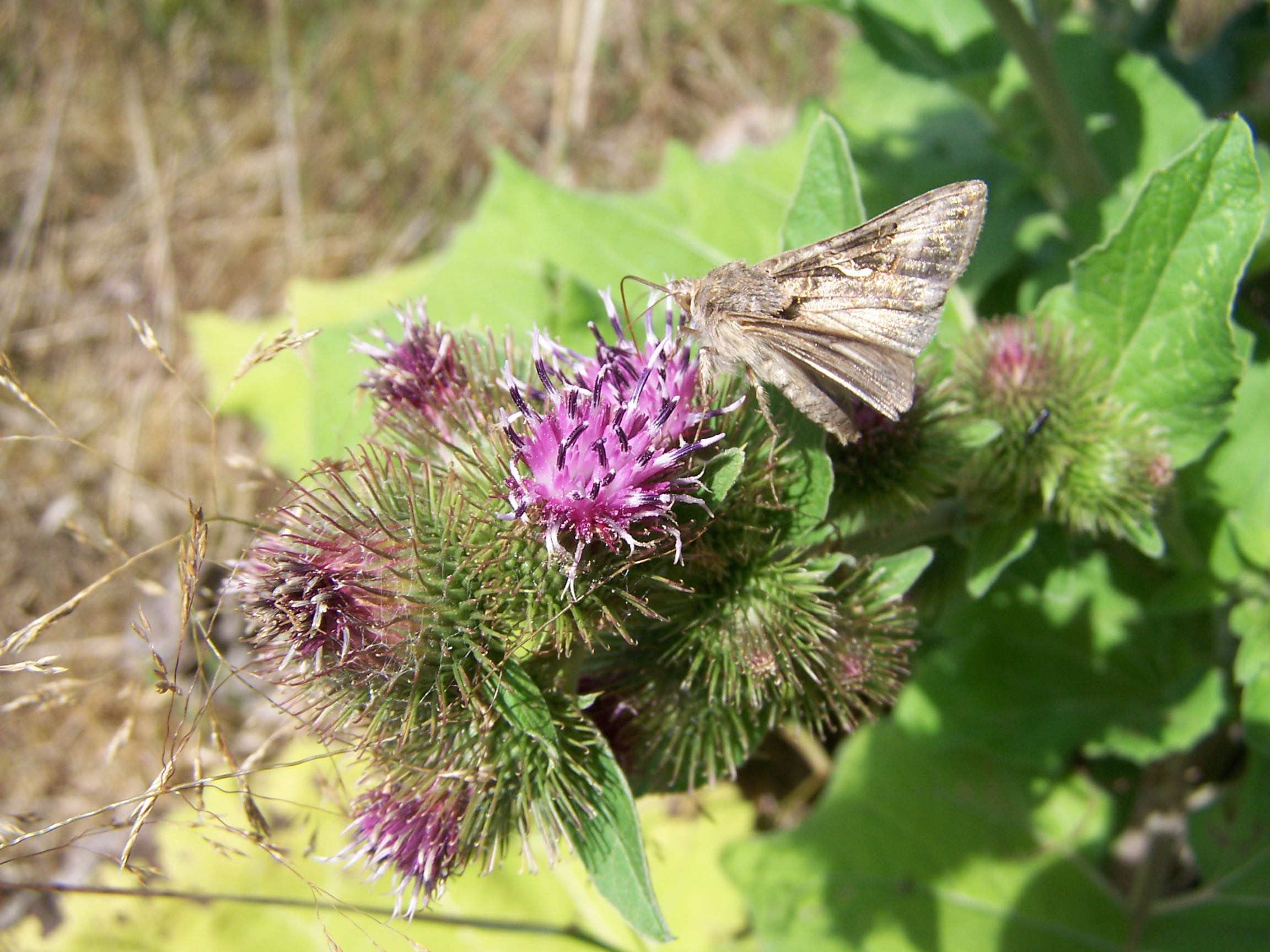
Blauwe helmknoppen
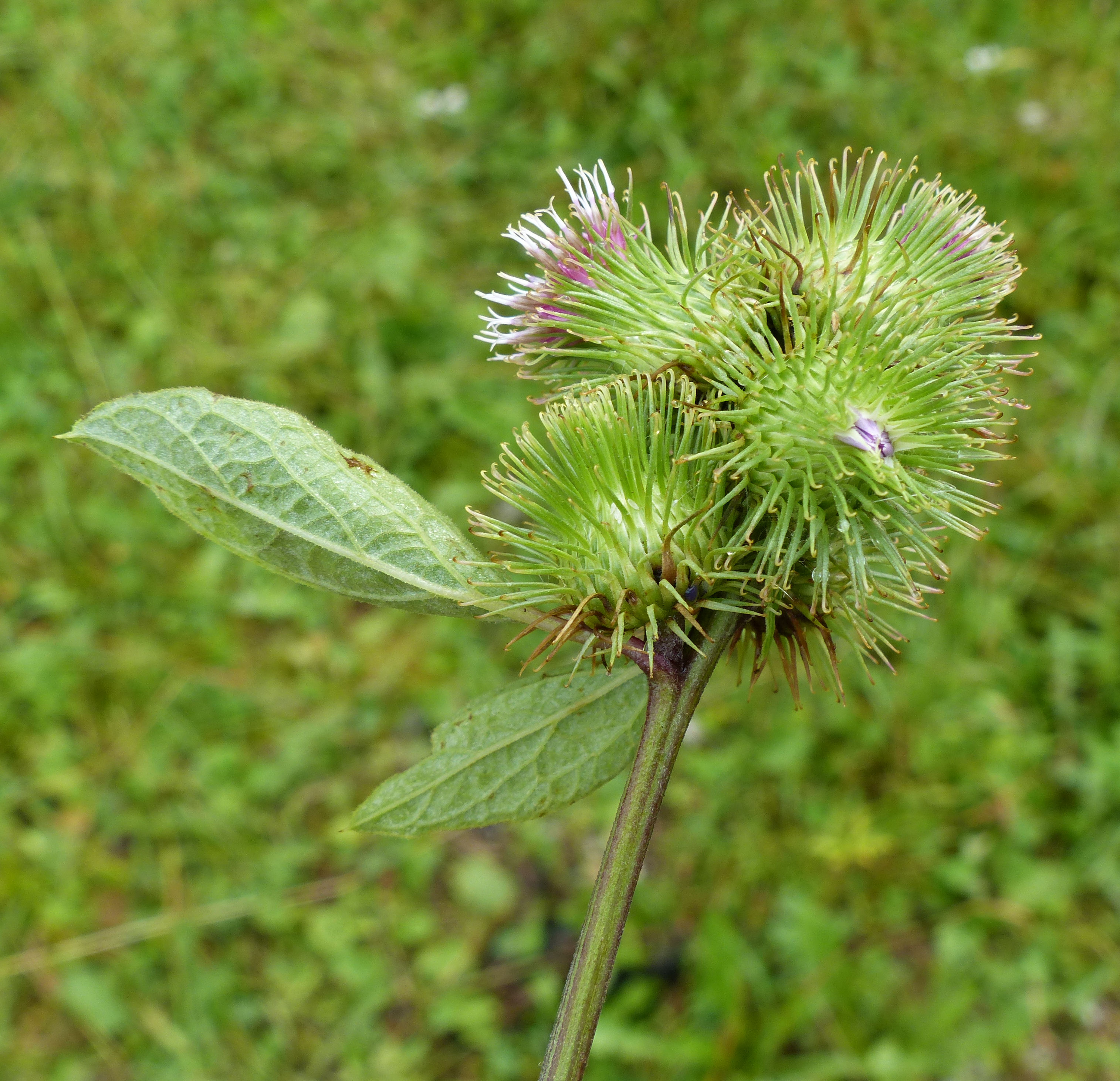
Omwindselbladen

De bosklit komt voor op vrij open plaatsen op vochtige, matig voedselrijke, kalkhoudende grond langs bosranden en op kapvlakten.